# Chivay

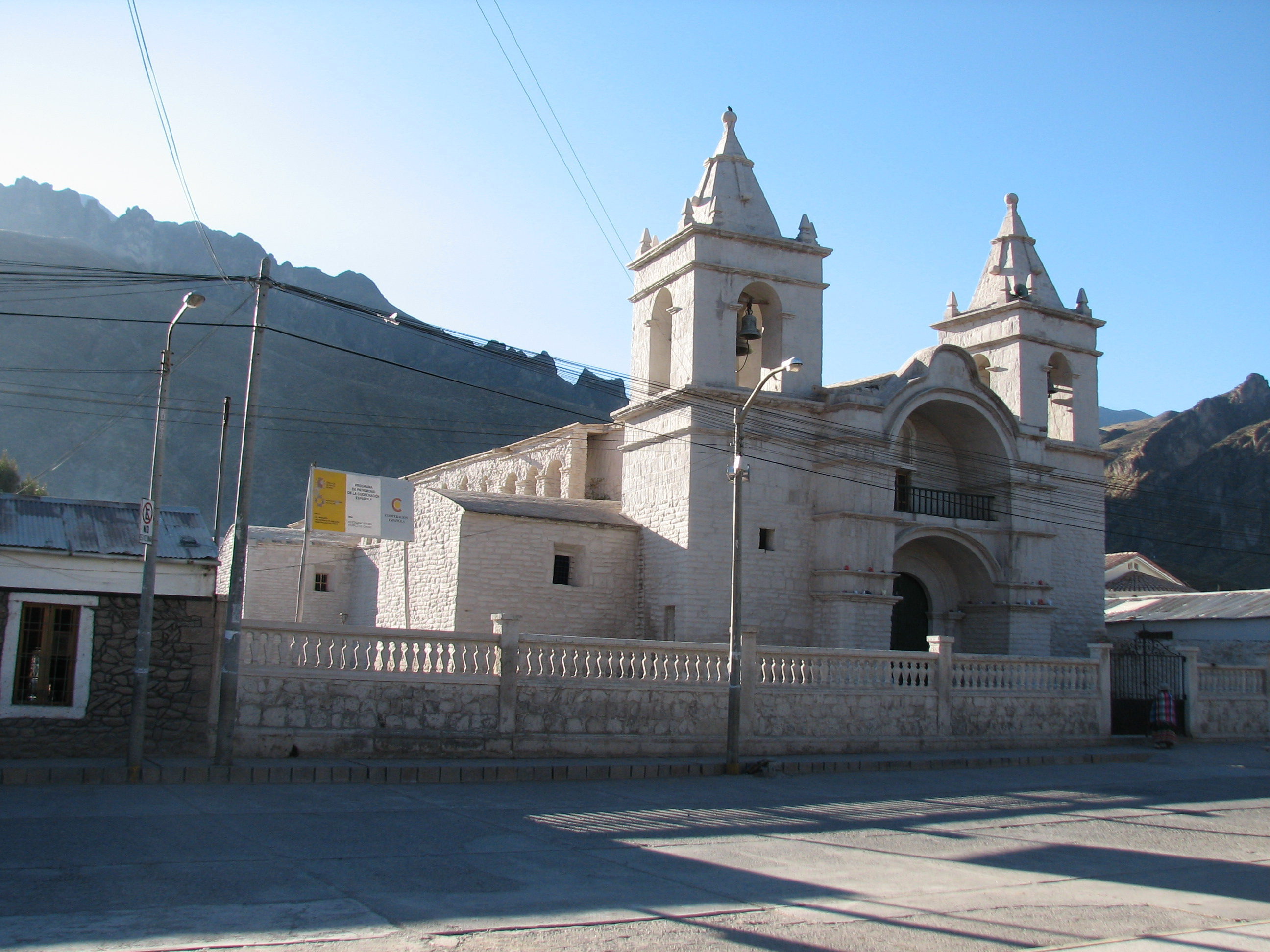
Kościół kolonialny w Chivay

Chivay – miasto w Peru, w regionie Arequipa, stolica prowincji Caylloma. W 2008 liczyło 7 038 mieszkańców.
Miasto położone jest nad brzegiem rzeki Río Colca, w pobliżu kanionu Colca. Atrakcją turystyczną są gorące źródła położone 3,5 km na północny wschód od miasta.

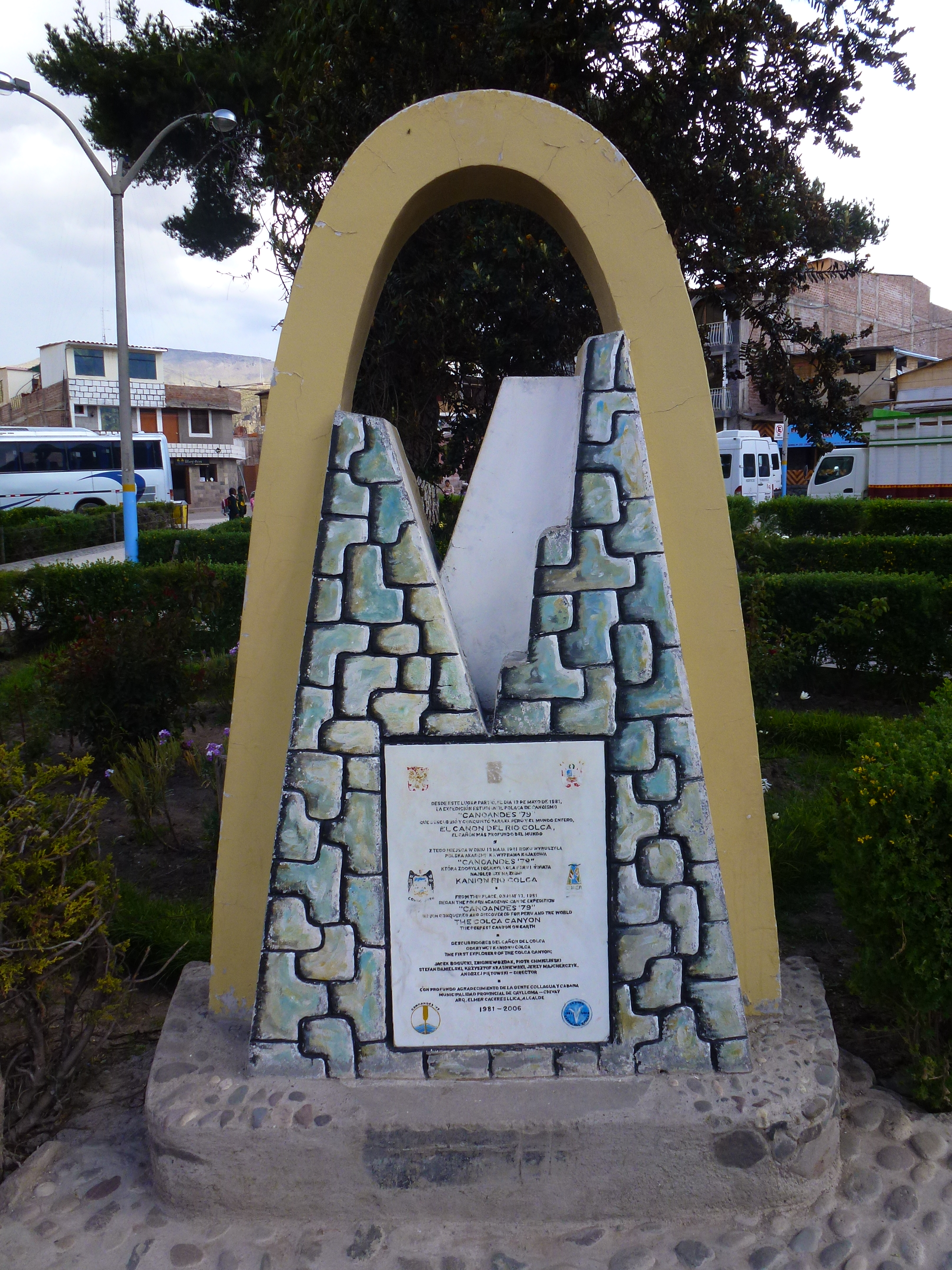
Pomnik upamiętniający start wyprawy Canonades

18 maja 1981 roku wyruszyła stąd polska wyprawa kajakowa Canoandes '79 której celem było pierwsze przepłynięcie kanionu Colca. W skład wyprawy wchodzili Andrzej Piętowski (kierownik wyprawy) i Piotr Chmieliński - kajakarze, Jerzy Majcherczyk - kapitan pontonu, Stefan Danielski i Krzysztof Kraśniewski - załoga pontonu, Jacek Bogucki - filmowiec, Zbigniew Bzdak - fotograf z krakowskiego klubu kajakowego AGH "Bystrze". Na głównym placu miasta znajduje się pomnik upamiętniający to zdarzenie.